# Alberto Guzik
Alberto Guzik (São Paulo, 9 de junho de 1944 - São Paulo, 26 de junho de 2010) foi um crítico teatral, ator, diretor, professor e escritor brasileiro.

## Biografia
Descendente de judeus asquenazes de nacionalidade russa, torna-se crítico teatral a partir da década de 70. Suas principais participações foram no jornal Última Hora e no Jornal da Tarde trabalhando junto com Sábato Magaldi exercendo longa e significativa carreira. Quando de seu falecimento, integrava a Companhia de Teatro Os Satyros, situada na Praça Roosevelt, no centro de São Paulo.
Começa sua carreira como ator aos cinco anos, quando ingressa no Teatro Escola São Paulo, grupo orientado por Júlio Gouvêa e Tatiana Belinky, participando do elenco de Peter Pan, com Clóvis Garcia, em 1949, ficando ligado a grupos amadores que se especializaram no teatro infanto-juvenil.
Cursa a Escola de Arte Dramática - EAD (1964-1966). Em 1967 estreia como ator profissional em O Processo, baseado no romance de Kafka, montagem do Núcleo 2 do Teatro de Arena, sob a direção de Leonardo Lopes. Antes do término da temporada dá por encerrada sua carreira nos palcos, transferindo-se para a platéia, na condição de crítico especializado.
Em 1971 assume a coluna teatral do Jornal Shopping News; transferindo-se, subsequentemente, para os periódicos Última Hora, de 1974 a 1978, e IstoÉ, de 1978 a 1981. No Jornal da Tarde permanece de 1984 até 2001. Em 1984 integra o corpo de colaboradores do Caderno 2 de O Estado de S. Paulo.
Mestre em teatro pela Escola de Comunicações e Artes da Universidade de São Paulo, defende em 1982 seu mais importante trabalho teórico, a dissertação TBC: Crônica de Um Sonho, devotado trabalho de reconstituição e análise de toda a produção da companhia paulista que revolucionou o teatro brasileiro no decorrer dos anos 50.
Destacado professor de teatro na EAD, de 1968 a 1978 e na ECA/USP, de 1969 a 1980, entre seus vários trabalhos, dirige uma versão de A Centelha, de Abdon Milanez. Também como professor atua no Teatro Escola Macunaíma, de 1978 a 1979. Participa do programa Metrópolis, da TV Cultura, em São Paulo.
Já em 1995, Alberto lança o romance Um Risco de Vida, ficção que tem a vida teatral de São Paulo como pano de fundo, saudado pela crítica especializada e indicado ao Prêmio Jabuti. Como dramaturgo estreia, em 1997, com Um Deus Cruel, direção de Alexandre Stockler, sendo igualmente autor do inédito 72 Horas, de 1999. Em 2001, escreve Errado, a pedido de Renato Borghi, para a Mostra de Dramaturgia Contemporânea no Teatro Popular do Sesi, TPS, com direção de Sérgio Ferrara. Com esse mesmo diretor, adapta e faz dramaturgia de Mãe Coragem, de Bertolt Brecht, em 2002. Há, ainda, uma coletânea de contos - O que É Ser Rio, e Correr? -, lançada pela Editora Iluminuras.
Alberto estava Internado no Hospital em São Paulo desde fevereiro, lutando contra um câncer
Alberto faleceu no dia 26 de Junho de 2010, a causa da morte foi uma falência múltipla de órgãos.

## Obras
- Risco de Vida (romance, Globo. 1995)
- O que é ser rio, e correr (contos, Iluminuras),
- TBC: crônica de um sonho (ensaio, Perspectiva, 1986).
- Um Deus cruel (1997), dramaturgia
- Errado (2001), dramaturgia.
- Paulo Autran: um homem no palco. São Paulo: Bontempo, 1998.